# 濤々園
濤々園（とうとうえん）は、かつて石川県石川郡金石町（現在の金沢市金石北四丁目付近）に存在した遊園地。
金石電気鉄道（現在の北陸鉄道）が運営していた。同時期、粟崎遊園が近くにあり、競い合うように拡張を行っていた。

## 沿革
- 1925年（大正14年）10月25日 - 金石電気鉄道が涛々園を開設[2][1]。
- 1926年（大正15年）- 高等学校相撲金沢大会の開催会場となる（閉園後も1951年まで開催）。
- 1931年（昭和6年）8月7日 - 金石電気鉄道松原 - 涛々園前間が開業[2]。涛々園付近に涛々園前駅が設置される。
- 1938年（昭和13年）9月 - 休園[2]。
- 1943年（昭和18年）- 閉園。

## その他
- 2009年（平成21年）8月4日、金沢市の金石会館に保存されている旧上金石町に関する資料600点の中から涛々園の図面が発見された[1]。